# ۱۳۶۹ (خورشیدی)
سال ۱۳۶۹ هجری خورشیدی سالی عادی است.
سرآغاز آن چهارشنبه ۱ فروردین ۱۳۶۹ خورشیدی برابر با ۲۱ مارس ۱۹۹۰ میلادی (مطابق ۲۳ شعبان ۱۴۱۰ قمری قراردادی) و لحظهٔ تحویل آن، ساعت ۰۰:۴۹:۲۶ روز چهارشنبه ۱ فروردین ۱۳۶۹ خورشیدی برابر با ۲۱ مارس ۱۹۹۰ میلادی (مطابق ۲۳ شعبان ۱۴۱۰ قمری قراردادی) به وقت ایران بود.

## نام‌گذاری‌ها
- این سال در گاه‌شماری حیوانی سال اسب  است.

## رویدادها
- ۳۱ خرداد - زلزله‌ای به بزرگای ۷٫۷ در مقیاس ریشتر، رودبار و منجیل را لرزاند و حدود ۴۰٬۰۰۰ کشته بر جای گذاشت.
- ۸ مرداد - چهارمین نامه صدام حسین به اکبر هاشمی رفسنجانی.[۱]
- ۲۶ دی - جنگ خلیج فارس: عملیات طوفان صحرا با حملات هوایی علیه عراق آغاز می‌شود.
- ۲۷ دی - جنگ خلیج فارس: عراق هشت موشک اسکاد را به سمت اسرائیل شلیک کرد. حملات عراقی‌ها با مجروح شدن ۱۵ نفر در تل آویو در ۱۹ ژانویه و ۹۶ مجروح در رامات گان در ۲۲ ژانویه ادامه دارد.
- ۲۸ دی - خطوط هوایی شرق (Eastern Air Lines) با اشاره به مشکلات مالی پس از ۶۲ سال فعالیت تعطیل شد. بعداً در ۴ دسامبر، شرکت هواپیمایی Pan American World Airways فعالیت خود را متوقف می‌کند.
- ۶ اسفند - جنگ خلیج فارس: بخشی از موشک اسکاد عراقی به یک پادگان نظامی آمریکایی در ظهران، عربستان سعودی اصابت کرد و باعث کشته شدن ۲۹ سرباز آمریکایی و زخمی شدن ۹۹ سرباز دیگر شد. این حمله ویران کننده‌ترین حمله به نیروهای ایالات متحده در طول جنگ است.

## زادروزها

### فروردین
- ۴ فروردین - سروش رفیعی، فوتبالیست

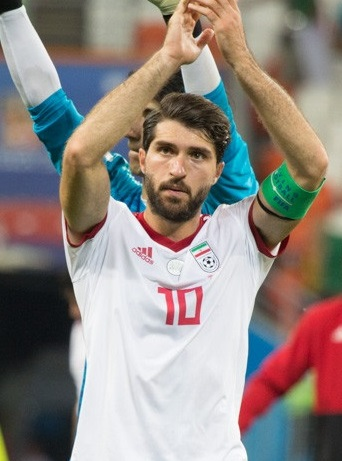
کریم انصاری‌فرد

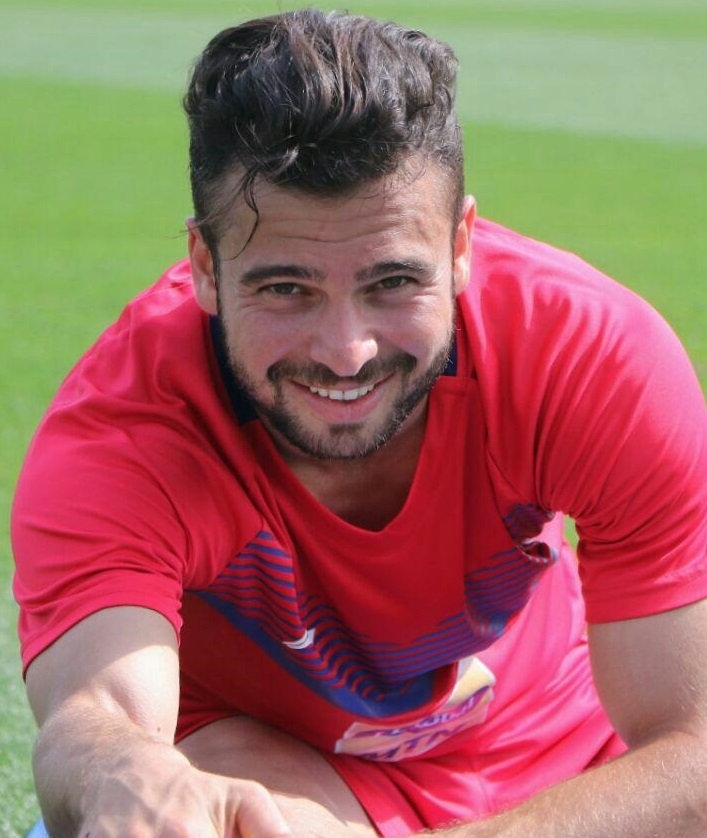
سروش رفیعی

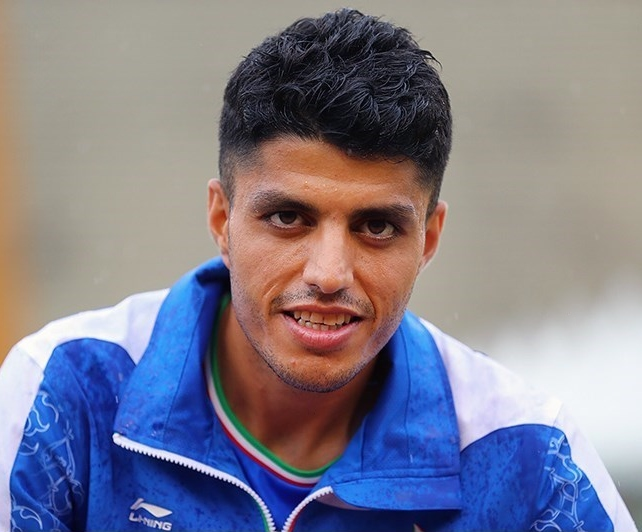
محمدجعفر مرادی

- ۶ فروردین - آروین معظمی گودرزی، دوچرخه سوار
- ۱۲ فروردین - حسن بیت‌سعید، فوتبالیست
- ۱۴ فروردین - کریم انصاری‌فرد، فوتبالیست
- ۱۷ فروردین - مجتبی حیدرپناه، کاریکاتوریست
- ۲۱ فروردین - محمدجعفر مرادی، دونده ماراتن
- ۲۱ فروردین - امیر مرادی، دونده
- ۲۳ فروردین - نادر منوچهری، تیرانداز با کمان
- ۲۷ فروردین -  علی سورنا، خوانده رپ

### اردیبهشت

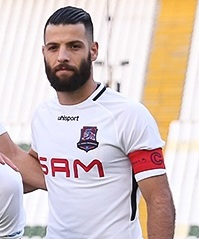
محمد عباس‌زاده

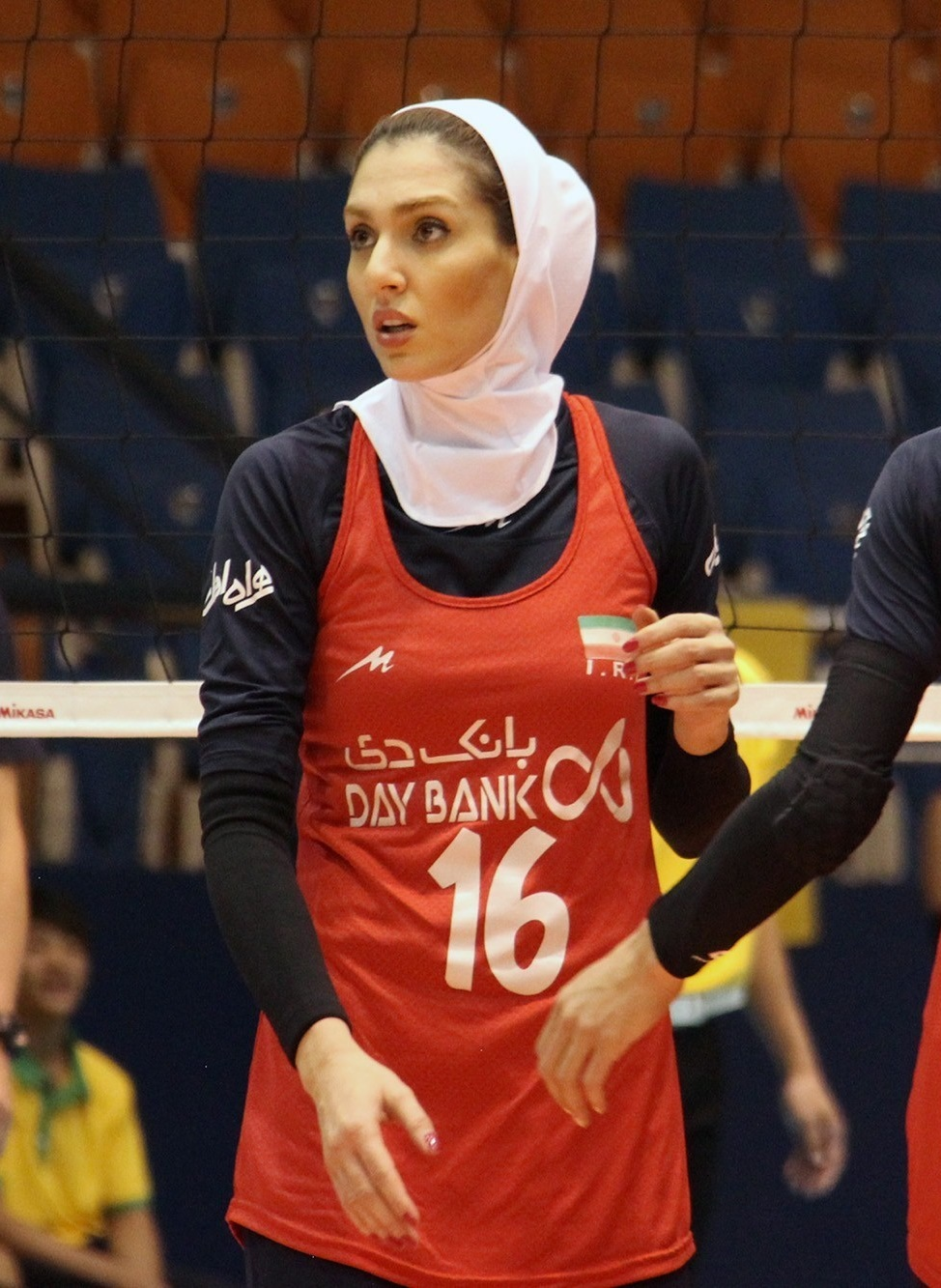
فرنوش شیخی

- ۲ اردیبهشت - ارسلان کاظمی، بازیکن بسکتبال
- ۳ اردیبهشت - سجاد استکی، هندبالیست
- ۳ اردیبهشت - سعید حلافی، فوتبالیست
- ۴ اردیبهشت - سید علیرضا موسوی، هندبالیست
- ۷ اردیبهشت - صادق، خواننده رپ
- ۱۰ اردیبهشت - حسین بهشتی، تکواندوکار
- ۱۹ اردیبهشت - محمد عباس‌زاده، فوتبالیست
- ۲۳ اردیبهشت - فرنوش شیخی، والیبالیست و همسر کاوه رضایی

### خرداد
- خرداد - سودابه باقرپور، والیبالیست
- خرداد - میثم نوروزی‌تبار، هندبالیست
- خرداد - سجاد ندری، هندبالیست
- ۴ خرداد - حمیدرضا علی‌عسگری، فوتبالیست
- ۵ خرداد - میلاد فخرالدینی، فوتبالیست

### تیر
- ۱ تیر - میثم آقایی، فوتبالیست
- ۲ تیر - مرتضی منصوری، فوتبالیست
- ۲ تیر - طالب ریکانی، فوتبالیست
- ۸ تیر - یوسف بهزادی، فوتبالیست
- ۱۵ تیر - عبدالله حسینی، فوتبالیست

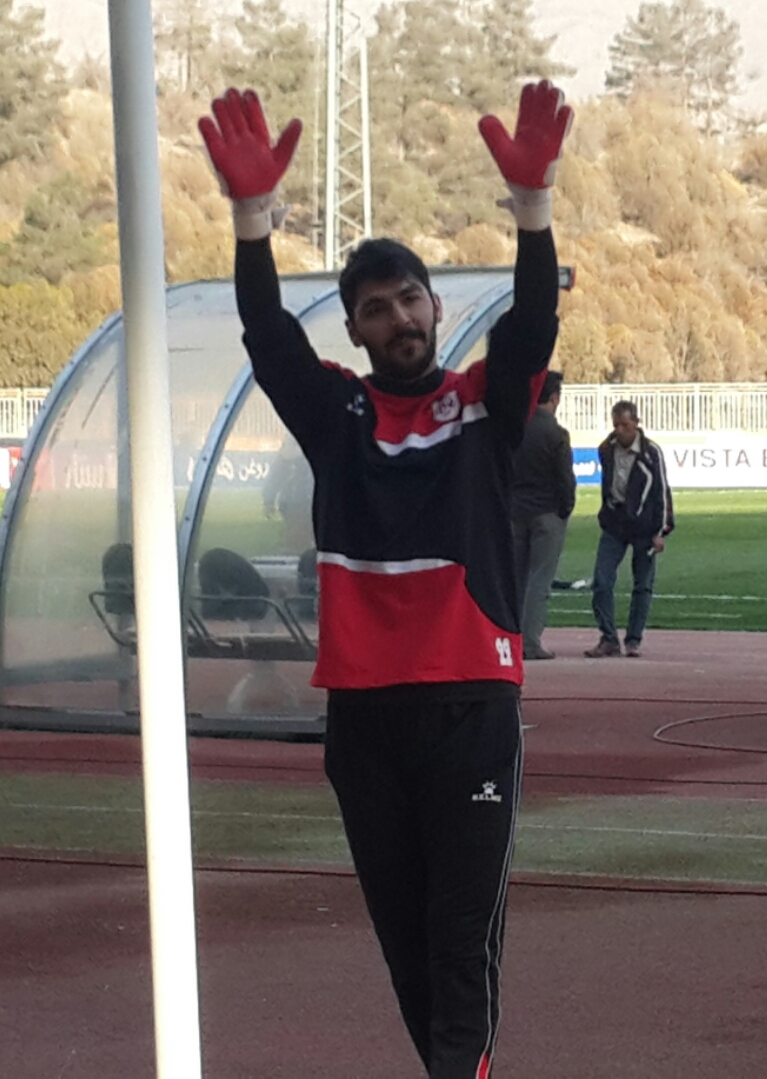
داوود نوشی صوفیانی

- ۲۴ تیر - داوود نوشی صوفیانی، فوتبالیست
- ۳۰ تیر - حسن جعفری، فوتبالیست

### مرداد
- ۴ مرداد - حمید نادری یگانه، نقاش

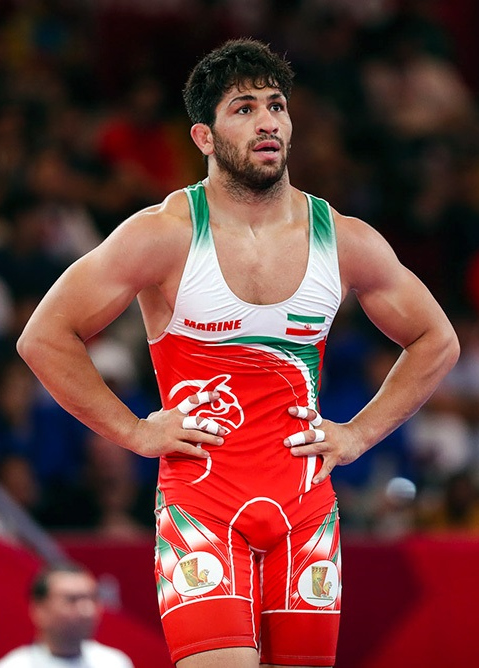
حسین نوری

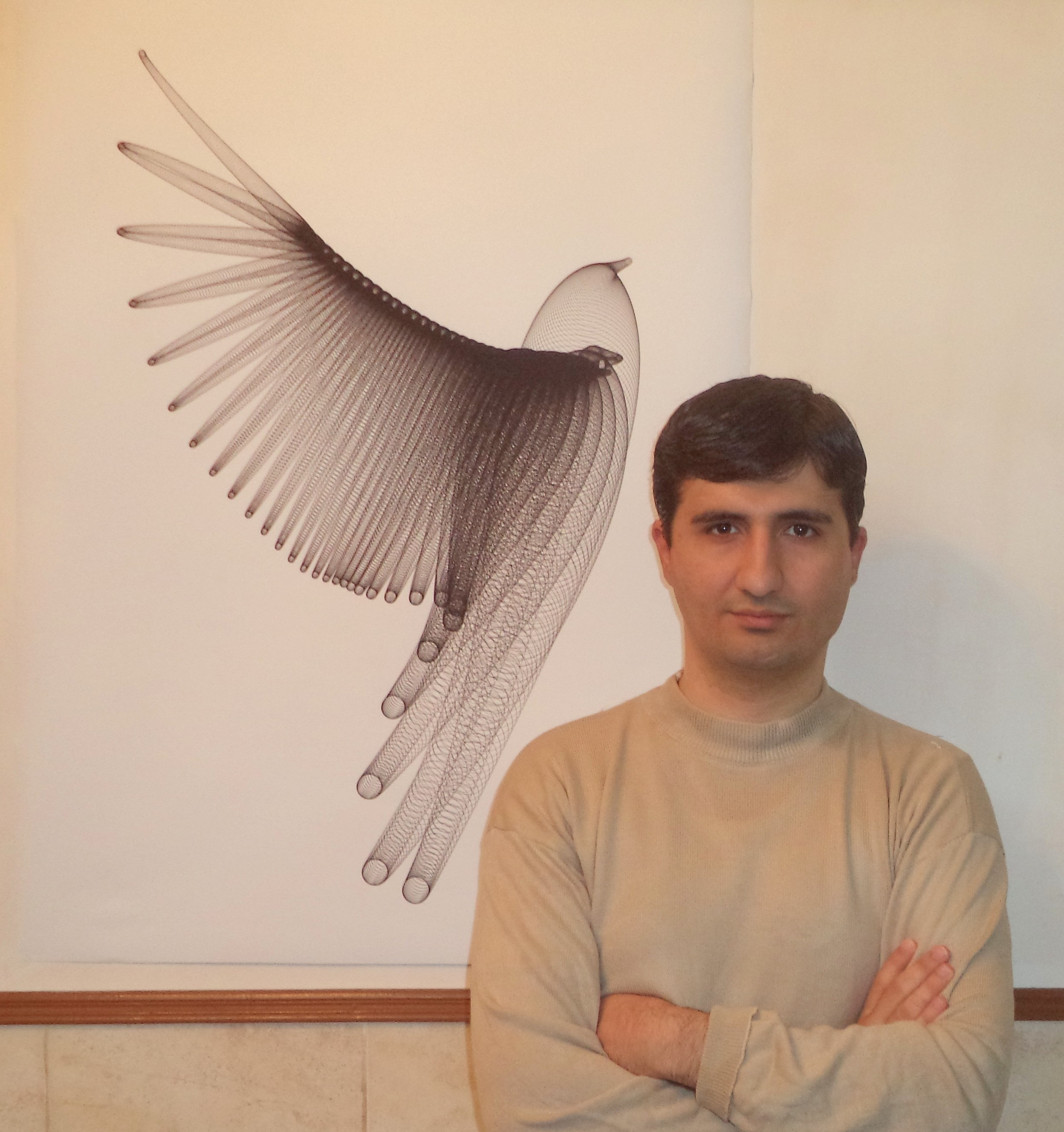
حمید نادری یگانه

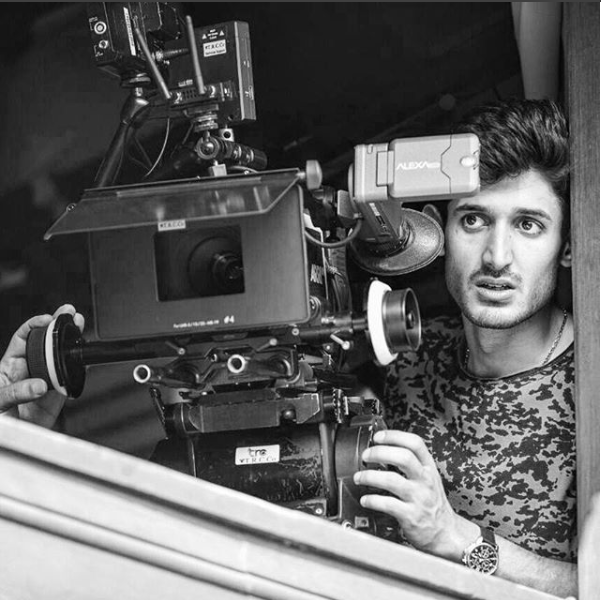
معین‌رضا مطلبی

- ۱۲ مرداد - حسین ابراهیمی، بازیکن فوتبال
- ۱۳ مرداد - حسین نوری، کشتی‌گیر فرنگی کار
- ۱۳ مرداد - سجاد مشکل‌پور، بازیکن فوتبال
- ۱۵ مرداد - معین‌رضا مطلبی، مدیر فیلم‌برداری
- ۱۸ مرداد - الهه حصاری، بازیگر
- ۲۵ مرداد - رامتین کاکاوندی، آهنگساز
- ۲۸ مرداد - جمال چاوشی‌فر، شناگر
- ۲۸ مرداد - سپهر آزادی، بازیگر

### شهریور
- شهریور - مهدی قریشی، فوتبالیست

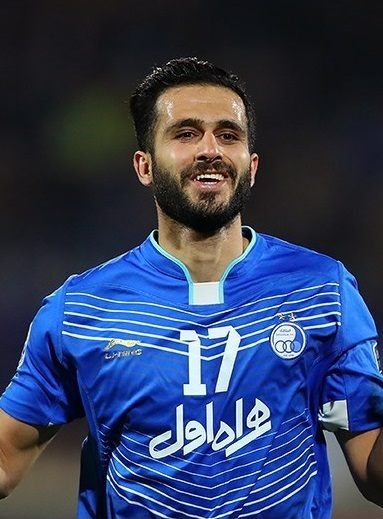
علی قربانی

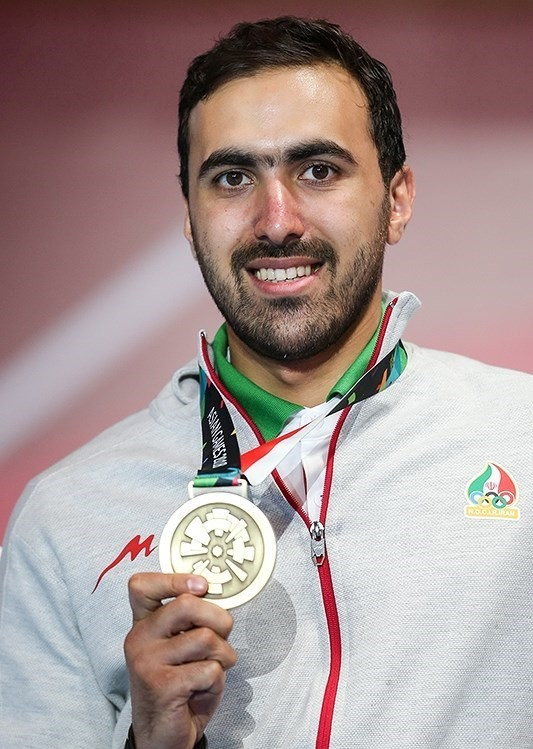
علی پاکدامن

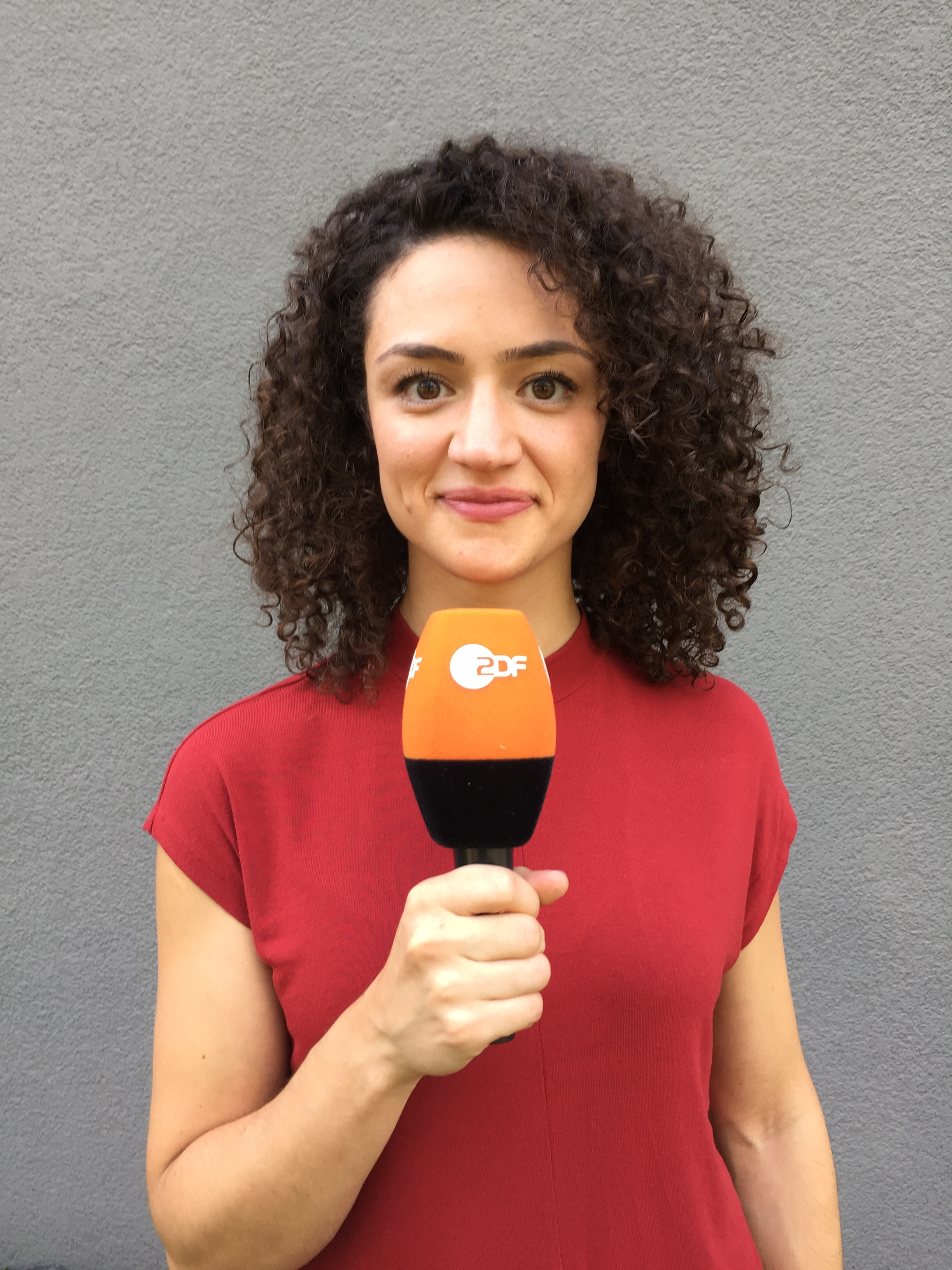
مارال فیض‌بخش

- ۱ شهریور - علی پاکدامن، شمشیر باز بخش سابر
- ۲۷ شهریور - علی قربانی، فوتبالیست
- ۳۰ شهریور - مهرداد بایرامی، فوتبالیست
- ۳۱ شهریور - مارال فیض‌بخش، دونده و خبرنگار ایرانی آلمانی

### مهر

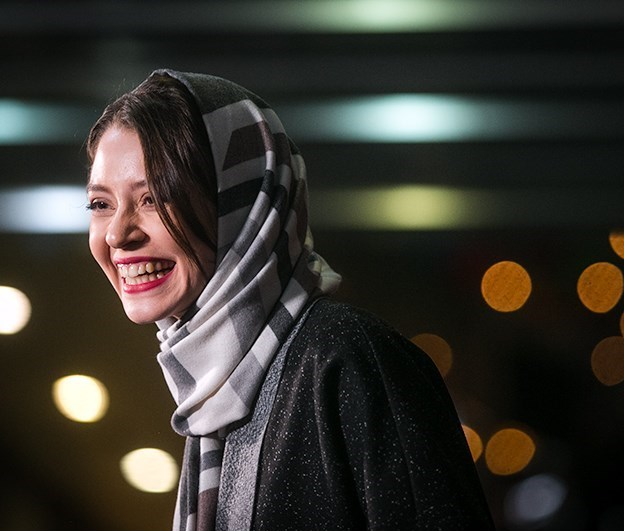
شادی کرم‌رودی

- مهر - آرش رحمانی‌پور، عضو انجمن پادشاهی ایران {اعدام} (مرگ ۱۳۸۸)
- ۶ مهر - شادی کرم‌رودی، بازیگر
- ۳۰ مهر - پریسا فرشیدی، تکواندوکار

### آبان
- ۵ آبان - فرزاد عبداللهی، تکواندوکار
- ۱۶ آبان - محمدرضا دومیری گنجی، عکاس
- ۱۹ آبان - امیر کاظمی، بازیگر

### آذر
- ۳ آذر - نگین دادخواه، اسکیت باز
- ۳ آذر - حامد لک، فوتبالیست
- ۶ آذر - ایوب کلانتری، فوتبالیست
- ۱۲ آذر - توماج صالحی، خواننده رپ
- ۱۵ آذر - حمیدرضا لادور، ووشوکار

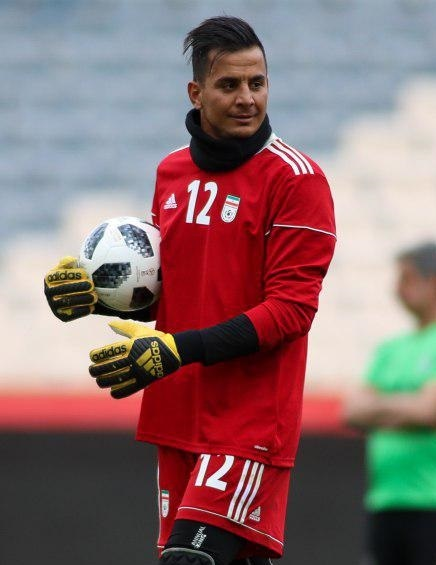
حامد لک

- ۲۹ آذر - گلنوش سبقت‌الهی، تیرانداز

### دی

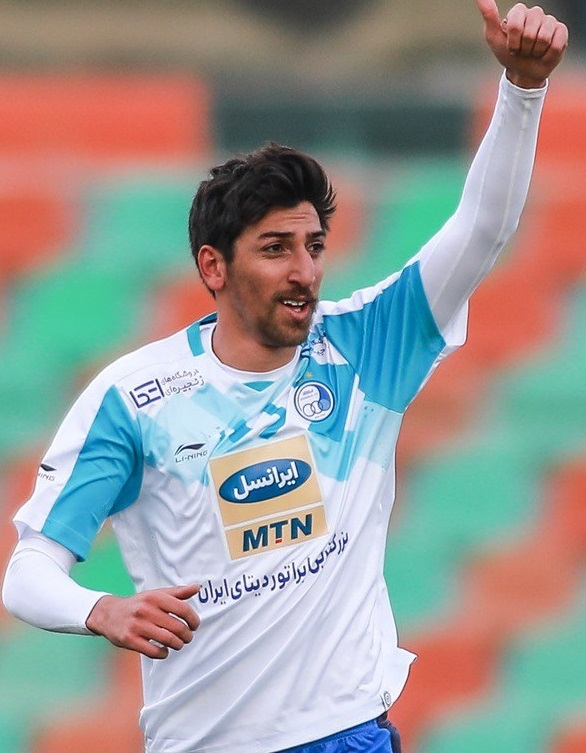
مرتضی تبریزی

- دی - آزاده مقصودی، موسیقیدان و نوازنده ویولن
- ۱۶ دی - مرتضی تبریزی، فوتبالیست
- ۲۲ دی - روح‌الله سیف‌اللهی، فوتبالیست

### بهمن

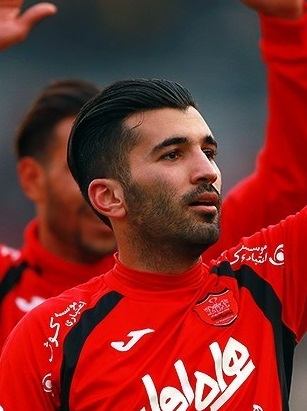
محسن مسلمان

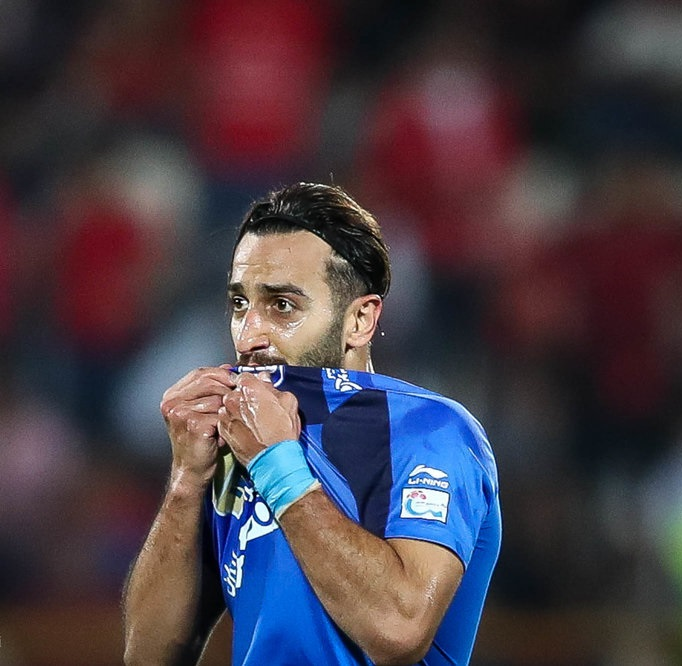
روح‌الله باقری

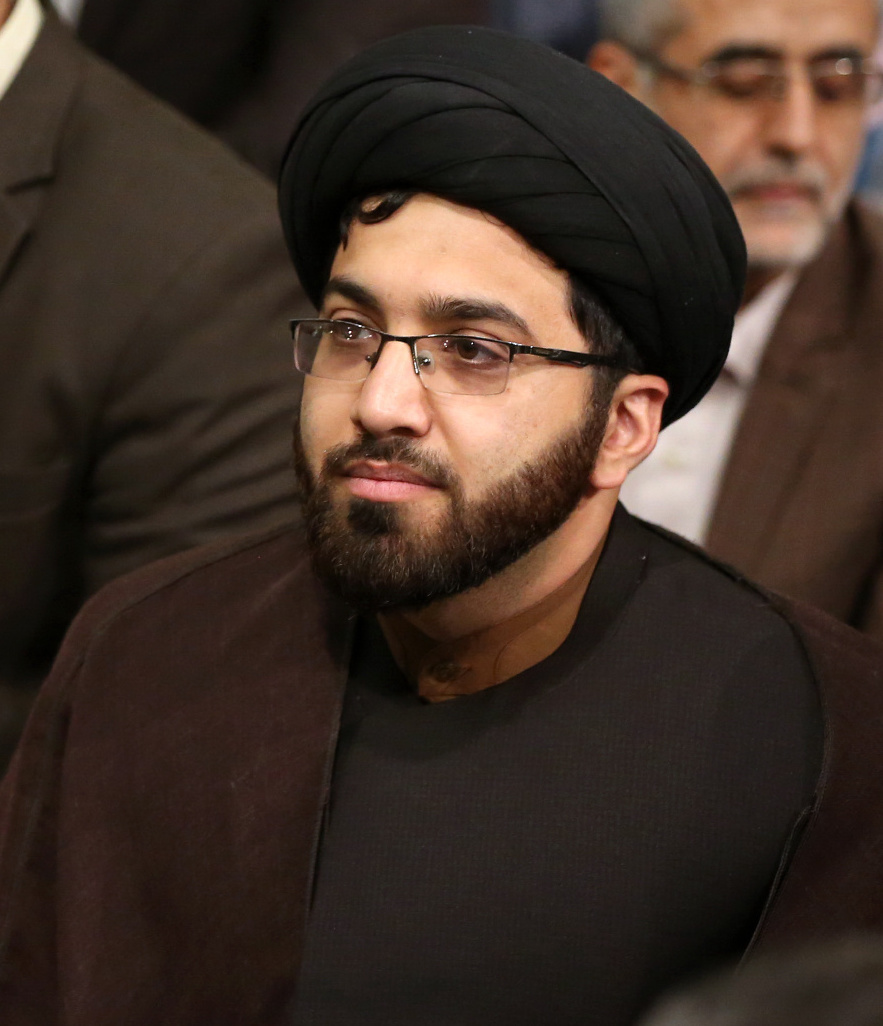
سید محمدحسین طباطبایی

- ۵ بهمن - محمدامین حاج‌محمدی، فوتبالیست
- ۶ بهمن - محمدباقر شعبانی، فوتبالیست
- ۷ بهمن - محسن مسلمان، فوتبالیست
- ۹ بهمن - امیر عظیمی، آهنگساز و تنظیم کننده
- ۱۱ بهمن - مهدی شیری، فوتبالیست
- ۲۳ بهمن - روح‌الله باقری، فوتبالیست
- ۲۷ بهمن - سید محمدحسین طباطبایی (علم‌الهدی)، روحانی و قرآن پژوه

### اسفند

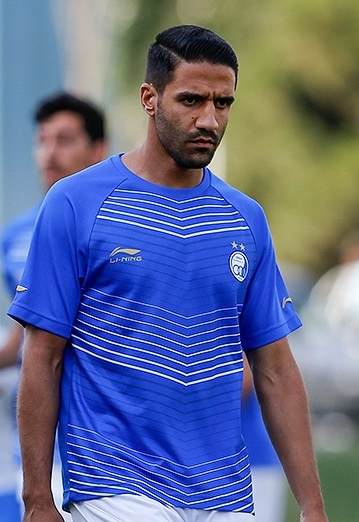
مسعود ریگی

- ۲ اسفند - فرهاد پیروت‌پور، والیبالیست
- ۳ اسفند - مسعود ریگی، فوتبالیست
- ۱۹ اسفند - امید سینگ، فوتبالیست ایرانی هندی
- ۲۵ اسفند - شهاب کرمی، فوتبالیست

## درگذشت‌ها

### فروردین

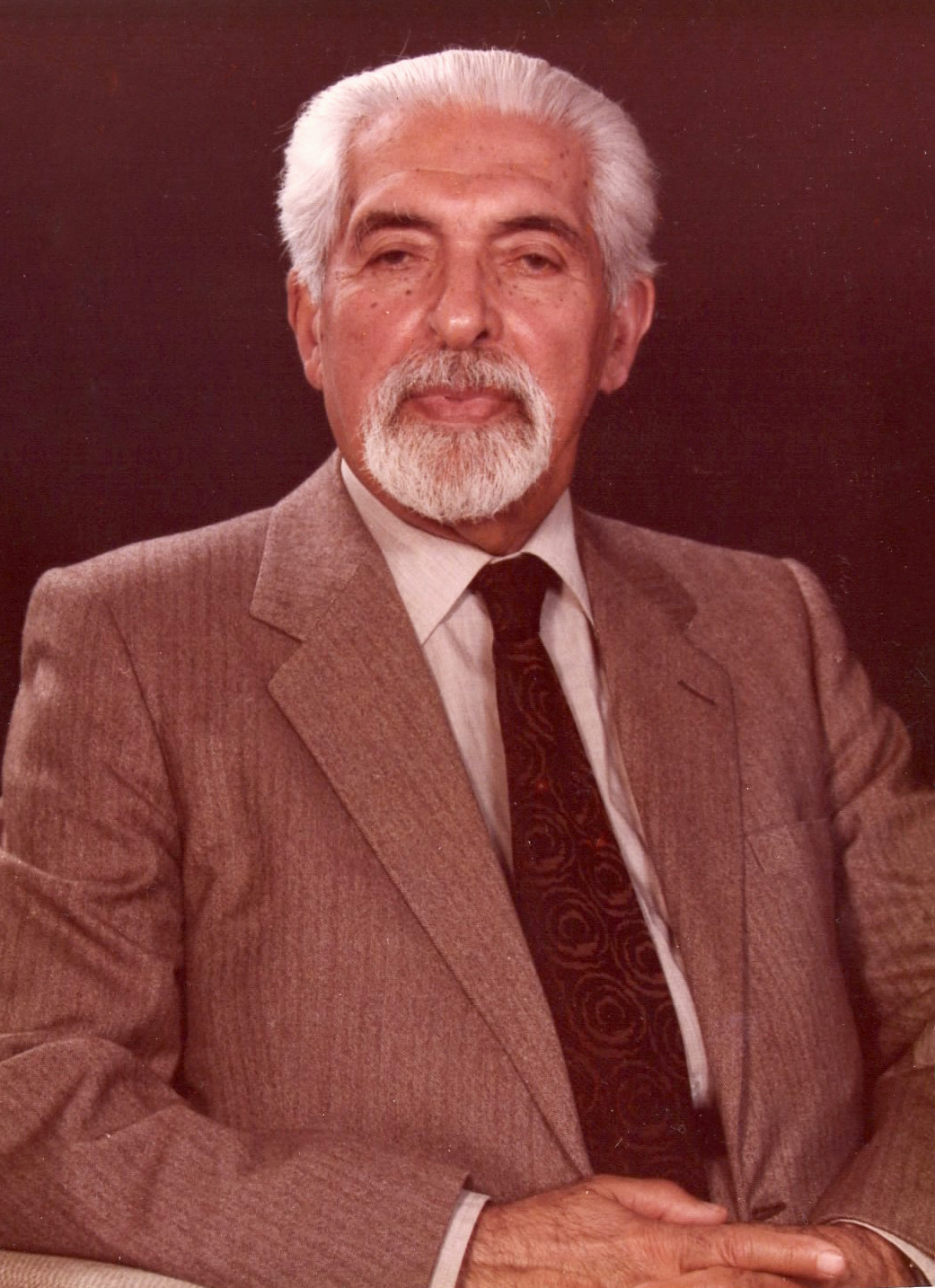
شمس‌الدین جزایری

- فروردین - شمس‌الدین جزایری، حقوقدان و وکیل (زاده ۱۲۹۲)
- ۲ فروردین - پارسا تویسرکانی، نویسنده و شاعر (زاده ۱۲۸۸)

### اردیبهشت

لودویگ بازیل

- اردیبهشت - عبدالله والا، صاحب امتیاز مجله تهران مصور و از شاهزادگان قاجار (زاده ۱۳۰۱)
- اردیبهشت - لودویگ بازیل، موسیقیدان و نوازنده ویلن ایرانی ارمنی‌تبار (زاده ۱۳۱۰)
- ۱۷ اردیبهشت - احمد ارچنگ، طراح فرش (زاده ۱۲۹۳)

### خرداد

علی‌اکبر سیاسی

- ۶ خرداد - علی‌اکبر سیاسی، روان‌شناس، سیاستمدار و ششمین رئیس دانشگاه تهران (زاده ۱۲۷۴)

### تیر
- ۱۵ تیر - مجید محسنی، بازیگر تئاتر (زاده ۱۳۰۲)
- ۲۰ تیر - آیت‌الله سید مرتضی فیروزآبادی، عارف، محقق و پژوهشگر (زاده ۱۲۸۹)
- ۲۶ تیر - کاظم تینا تهرانی، نویسنده (زاده ۱۳۰۸)

### مرداد

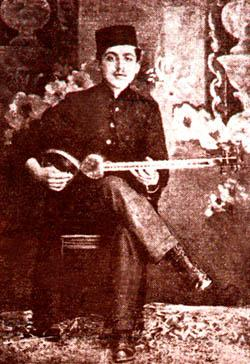
مرتضی نی‌داوود

- ۲ مرداد - مرتضی نی‌داوود، موسیقدان (زاده ۱۲۷۹)
- ۸ مرداد - ملکه برومند، خواننده و بازیگر اهل ایران بود.[۲][۳]

### شهریور

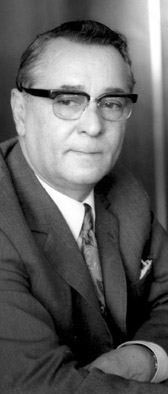
پرویز ناتل خانلری

مهدی اخوان ثالث

سید شهاب‌الدین مرعشی نجفی

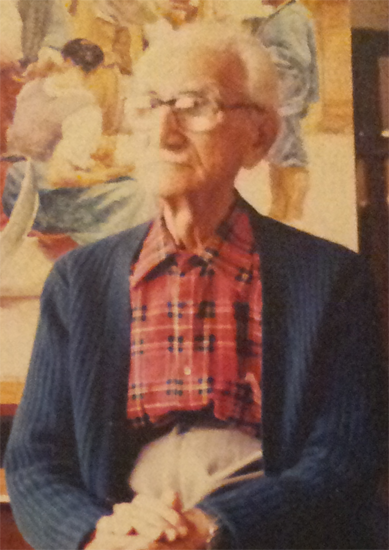
علی‌محمد حیدریان

- ۱ شهریور - پرویز ناتل خانلری، ادیب، سیاستمدار، شاعر، نویسنده و زبانشناس (زاده ۱۲۹۲)
- ۴ شهریور - مهدی اخوان ثالث، شاعر (زاده ۱۳۰۷)
- ۵ شهریور - علی‌اکبر کاوه، خوشنویس (زاده ۱۲۷۳)
- ۷ شهریور - آیت‌الله العظمی سید شهاب‌الدین مرعشی نجفی، مرجع تقلید شیعه (زاده ۱۲۷۶)
- ۱۵ شهریور - عفت قاضی، عضو حزب دموکرات کردستان ایران و از کشته شدگان قتل‌های زنجیره‌ای ایران (زاده ۱۳۱۴)
- ۲۵ شهریور - علی‌محمد حیدریان، نقاش (زاده ۱۲۷۵)

### مهر

آرداشس آوانسیان

- مهر - آرداشس آوانسیان، مؤسس حزب توده ایران (زاده ۱۲۸۴)
- ۱۲ مهر - پوران، خواننده و بازیگر (زاده ۱۳۱۲)
- ۱۹ مهر - عباسقلی گلشائیان، دوازدهمین شهردار تهران (زاده ۱۲۸۱)

### آبان
- ۱ آبان - سیروس الهی، از بنیانگذاران سازمان درفش کاویانی و از کشته شدگان قتل‌های زنجیره‌ای ایران (زاده ؟)
- ۷ آبان - کاظم حسیبی: سیاستمدار و از اعضای جبههٔ ملی ایران.

### آذر

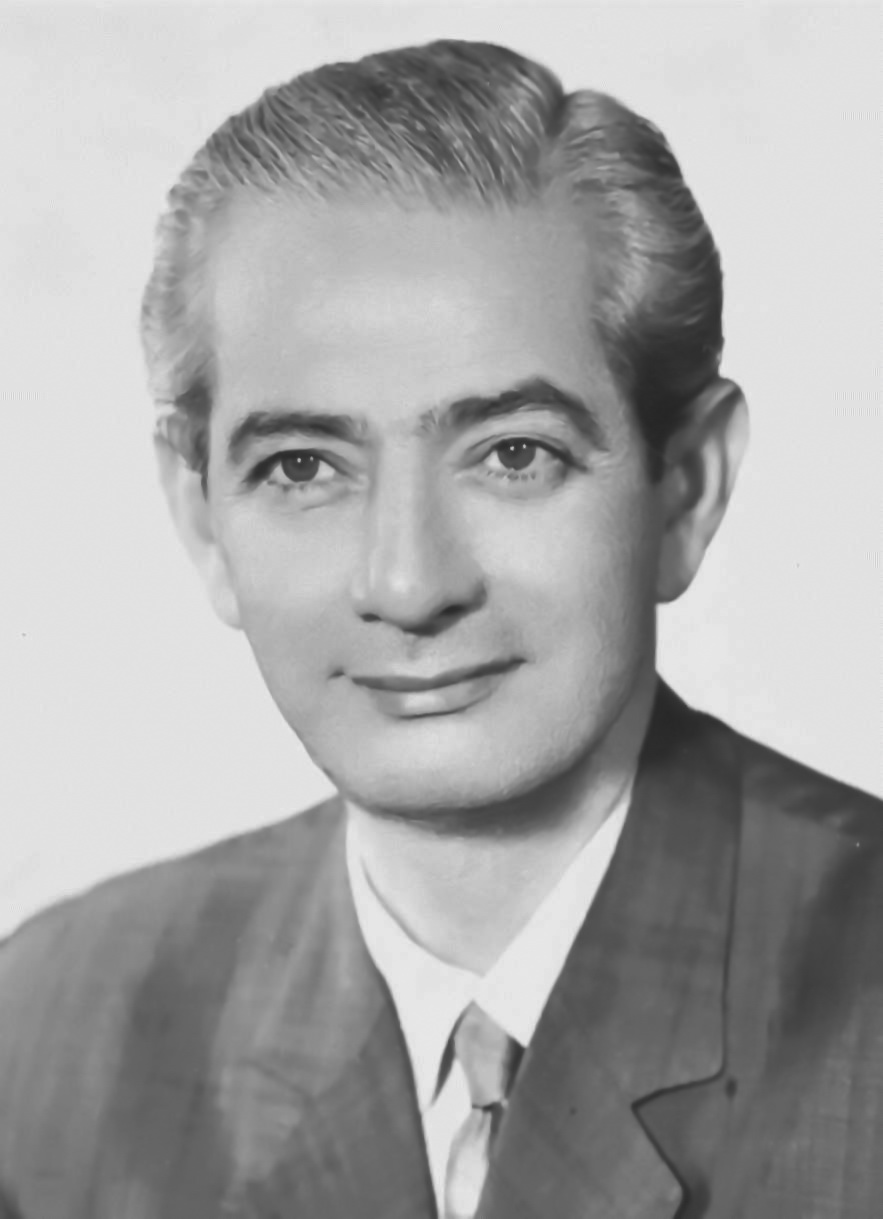
مهدی خالدی

- ۵ آذر - سید حسن میرخانی، خوشنویس (زاده ۱۲۹۱)
- ۸ آذر - محمدهادی سلاحی، نویسنده (زاده ۱۲۸۹)
- ۹ آذر - مهدی خالدی، موسیقیدان (زاده ۱۲۹۸)
- ۱۴ آذر - غلامحسین یوسفی، نویسنده و مترجم (زاده ۱۳۰۶)

### بهمن

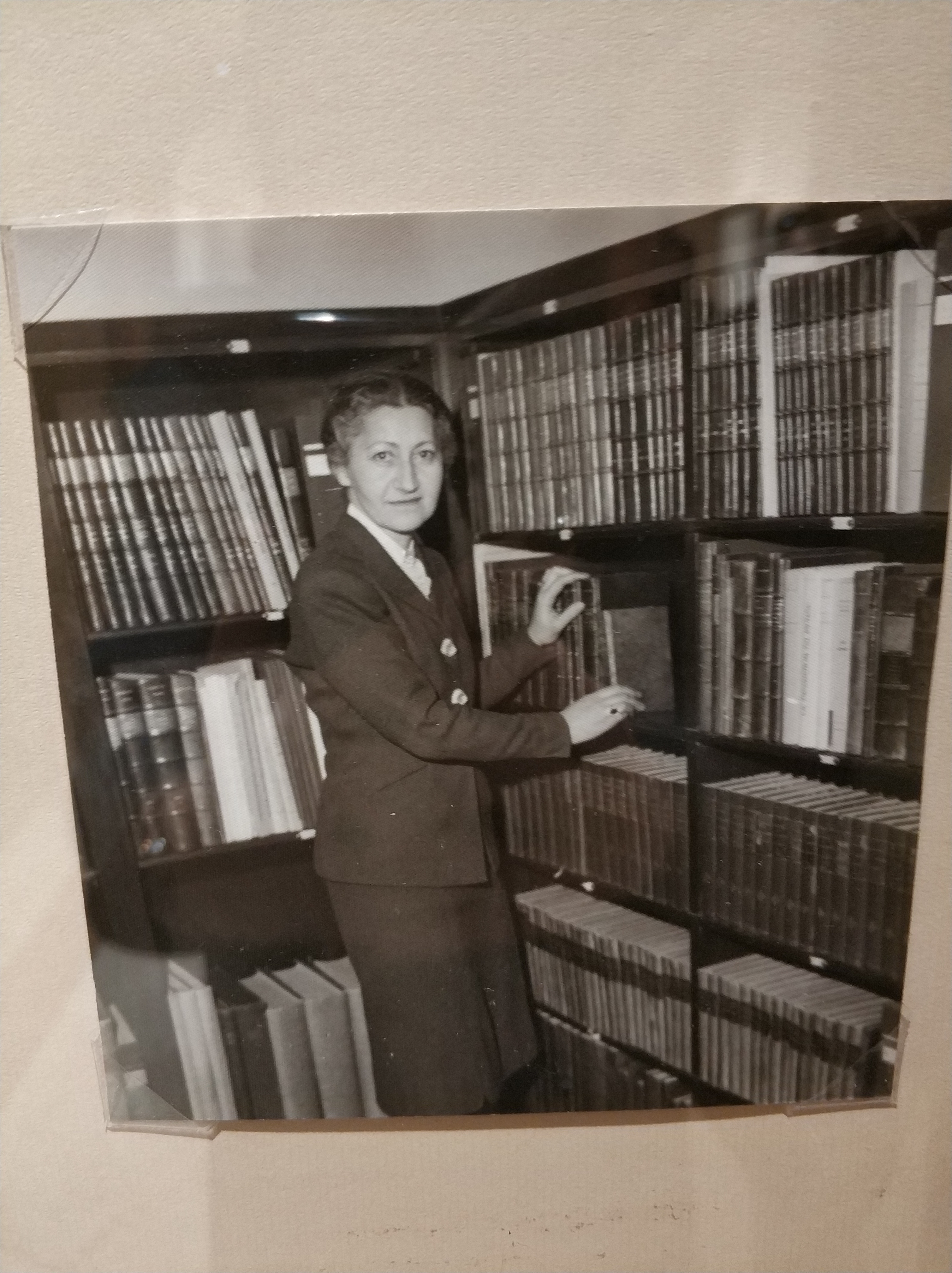
سلما کویومجیان

- بهمن - سلما کویومجیان، باستان‌شناس و رئیس کتابخانه موزه ملی ایران (زاده ۱۲۸۵)
- ۱ بهمن - ایرج صادق‌پور، کارگردان (زاده ۱۳۱۹)
- ۳۰ بهمن - مصطفی زمانی نجف‌آبادی، نویسنده و ناشر (زاده ۱۳۱۳)

### اسفند

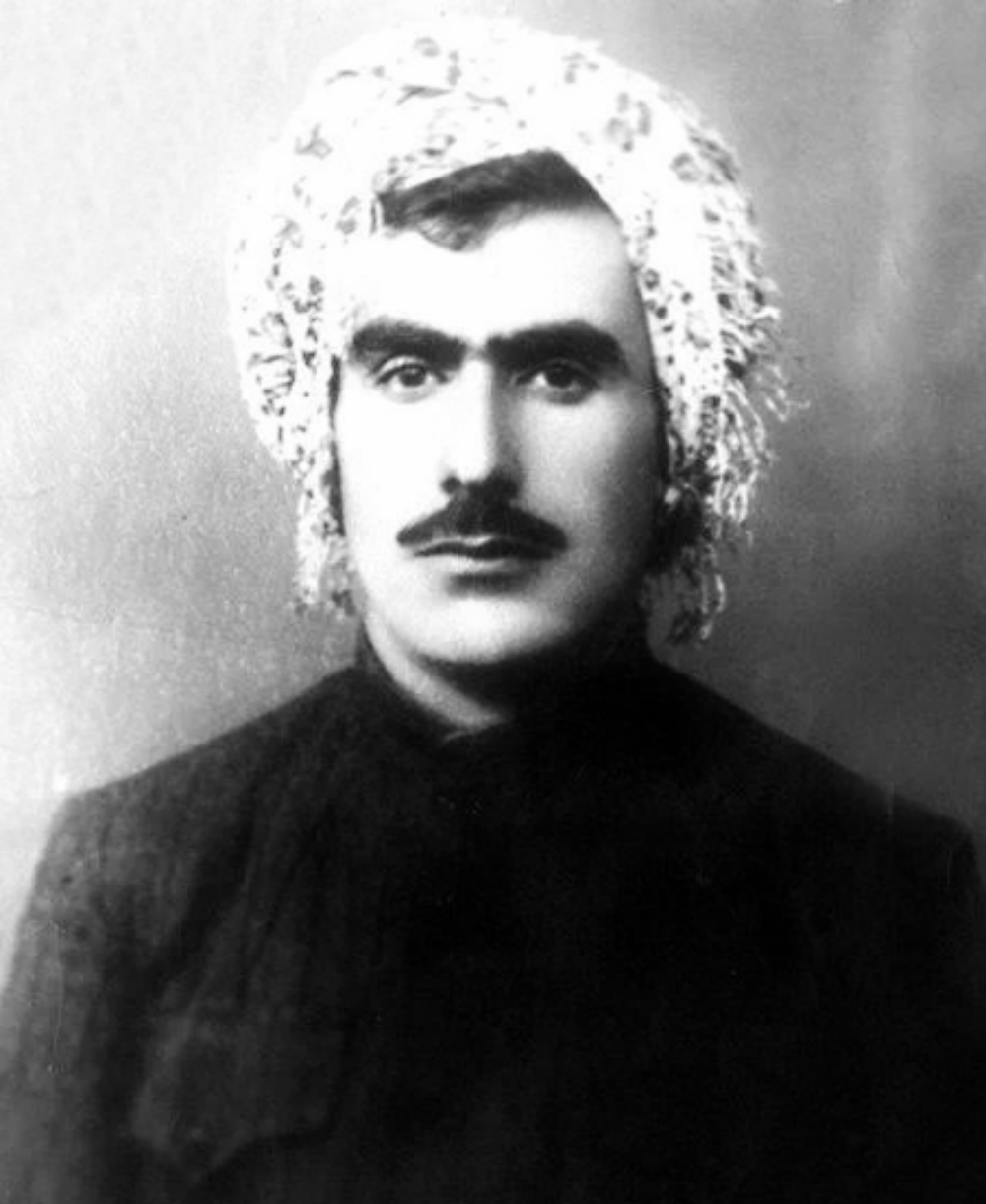
عبدالرحمان شرفکندی

- ۲ اسفند - عبدالرحمان شرفکندی، شاعر، نویسنده، اسلام‌شناس، محقق و عکاس (زاده ۱۳۰۰)
- ۶ اسفند - زهرا کیا، پژوهشگر و نویسنده (زاده ۱۲۹۴)
- ۲۱ اسفند - هوشنگ طاهری، نویسنده و منتقد (زاده ۱۳۱۳)

### بدون تاریخ
- منوچهر تیمورتاش، نماینده مجلس شورای ملی و فرزند عبدالحسین تیمورتاش (زاده ۱۲۹۰)